# Seminario minore (Trento)

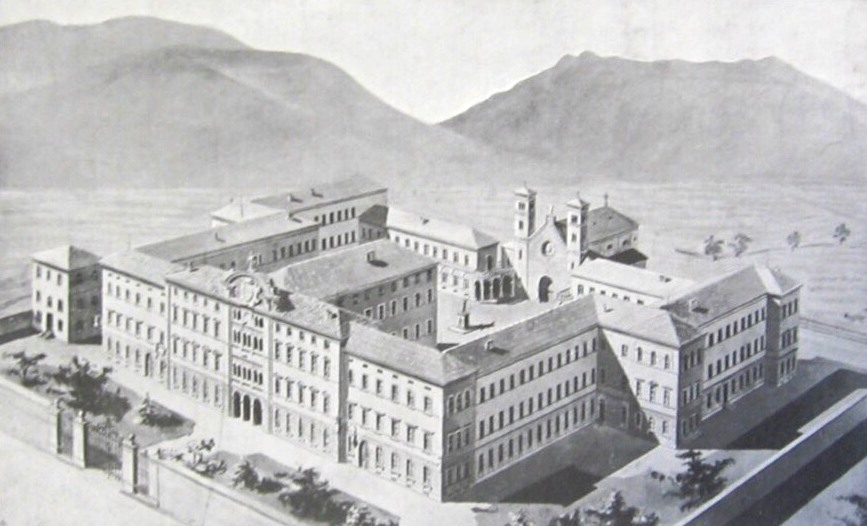
Il complesso del seminario minore, con la chiesa dell'Immacolata, in un'incisione di inizio Novecento

Il seminario minore è stato un seminario ecclesiastico attivo a Trento dal 1863 al 2003; dal secondo dopoguerra questo nome indica anche il complesso architettonico che lo ospitò per gran parte della sua storia, che dal 1976 è invece sede del liceo scientifico "Leonardo da Vinci".

## Storia
Nel 1863, terzo centenario della chiusura del concilio di Trento, la curia trentina riprende gli spunti conciliari relativi all'educazione della gioventù cattolica e alla formazione presbiteriale; il vescovo di Trento Benedetto Riccabona de Reichenfels decreta quindi la fondazione del "collegio convitto principesco-vescovile" situato presso il seminario maggiore (che all'epoca si trovava nell'ex collegio dei Gesuiti). Entro il 1869 viene terminata la costruzione di una sede dedicata, il grande complesso architettonico situato oggi tra via Giusti, via Madruzzo e via Endrici (alcune fonti collocano invece nel 1869 l'acquisto del terreno fabbricabile, e il termine dei lavori nel 1902). 

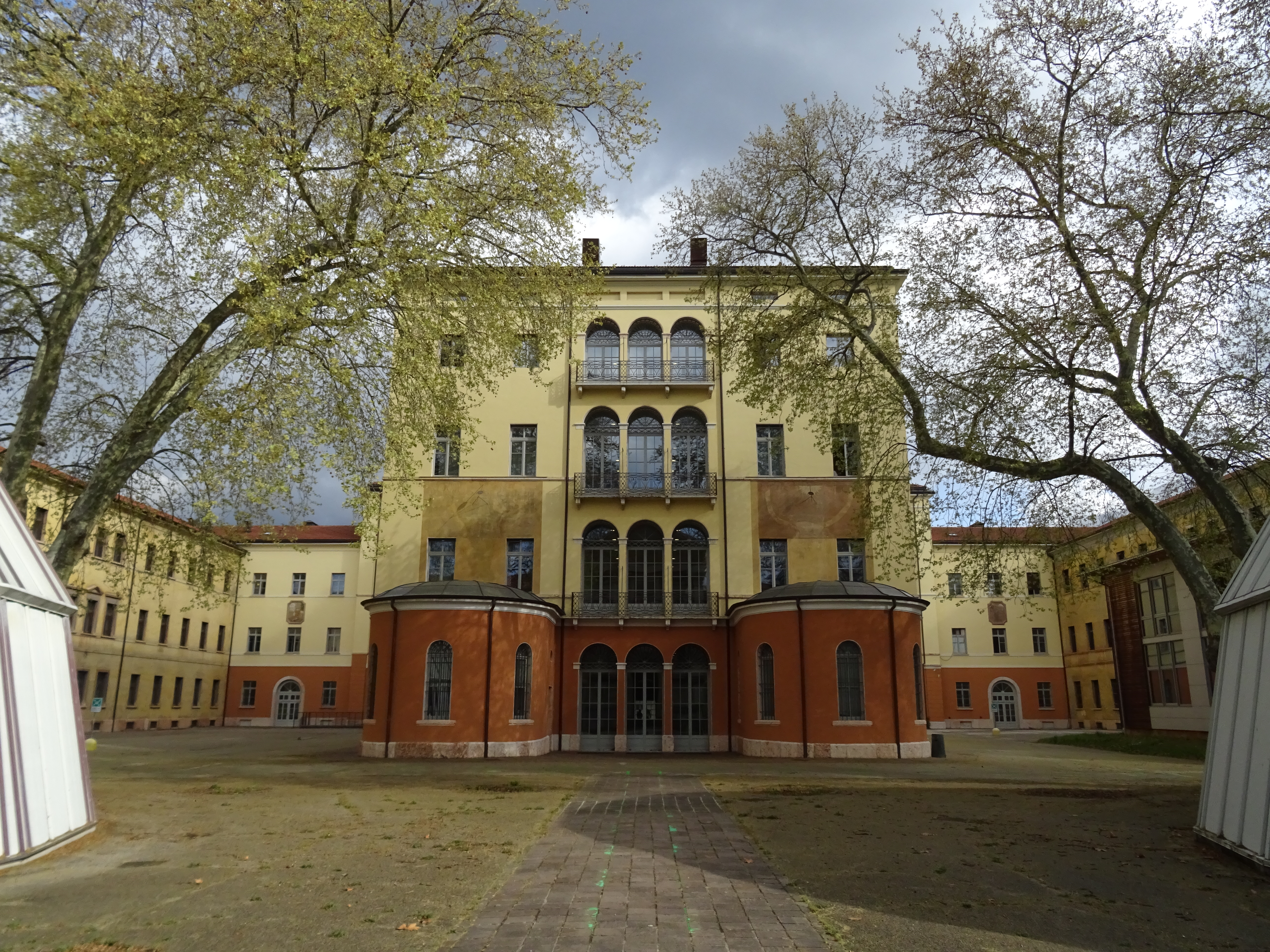
Il cortile interno del palazzo in via Madruzzo, dove oggi ha sede il Liceo scientifico "Leonardo da Vinci"

Nel collegio si tengono i corsi della scuola media, del ginnasio e del liceo per i ragazzi di tutte le valli circostanti. Dapprima gli allievi affrontano un esame interno, con commissione nominata dalla curia, e al termine dell'ottava classe sostengono un secondo esame di maturità presso il ginnasio di Stato; dal 1906 anche l'esame di maturità può essere svolto internamente. Dal 1903 e fino alla guerra il seminario minore ospita anche il neonato museo diocesano tridentino.
L'attività del collegio si interrompe con la prima guerra mondiale, allorché il palazzo viene requisito e adibito prima a caserma, poi a "ospedale di fortezza". I corsi riprendono nel 1919 e nel 1924 Celestino Endrici ordina la scissione del collegio in due enti distinti: da una parte il seminario minore, dedicato agli aspiranti sacerdoti e quindi propedeutico all'ingresso nel seminario maggiore, e dall'altra il collegio convitto vescovile, con incluso liceo ginnasio pareggiato, per i laici (da cui discende l'attuale Collegio arcivescovile); quest'ultimo trova posto nell'ex collegio dei Gesuiti (già sede del seminario maggiore che nel 1907 era stato spostato nel nuovo complesso di corso 3 Novembre).

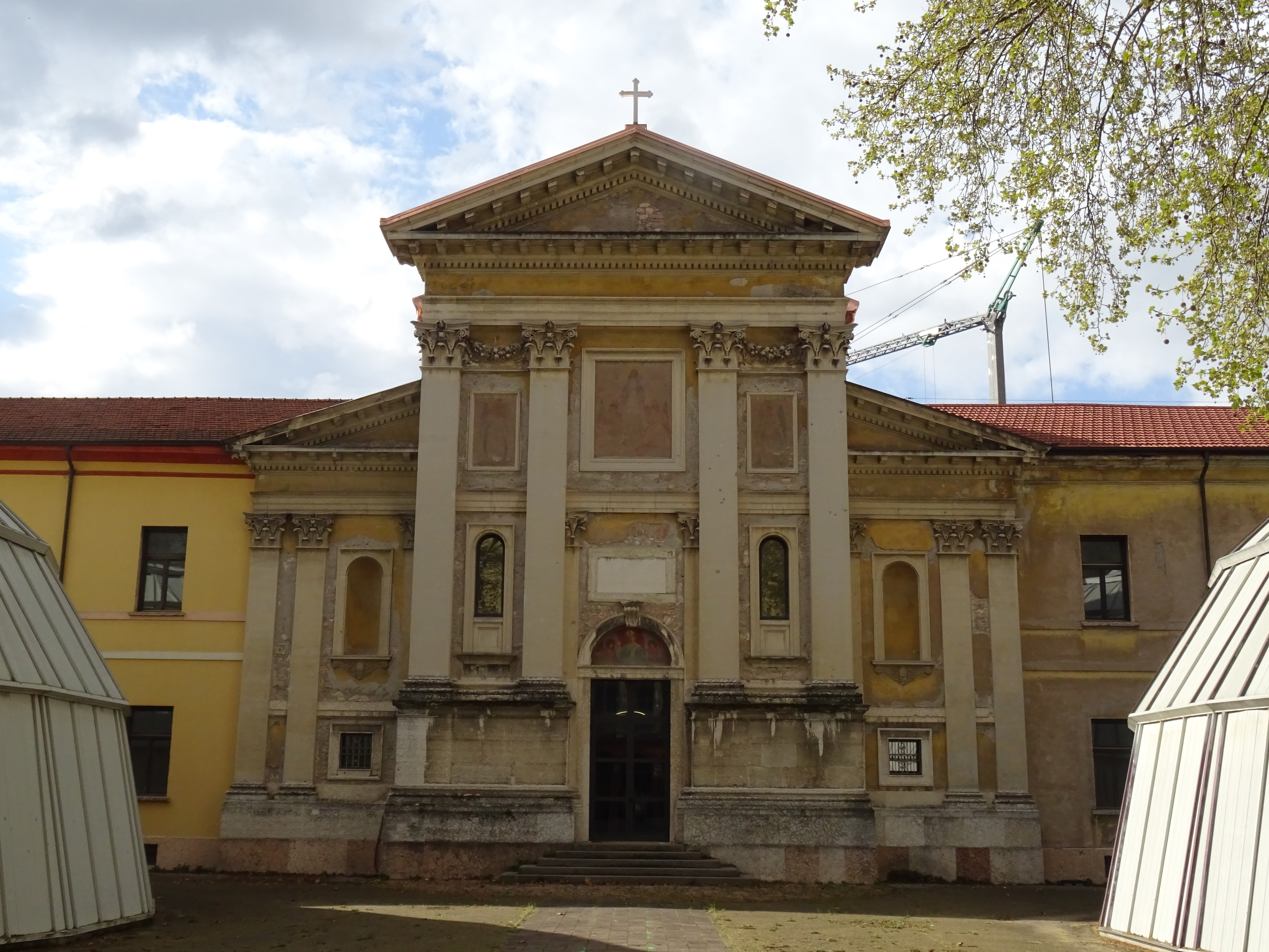
La facciata della chiesa dell'Immacolata, rivolta verso il cortile interno

Il seminario svolge una grande attività nella prima metà del Novecento, ma è costretto al decentramento a causa della seconda guerra mondiale, con le attività spostate a Mezzolombardo, Pergine Valsugana e Cles. Il 13 maggio 1944 e il 22 febbraio 1945 il complesso del seminario minore viene anche colpito dai bombardamenti alleati, che causano gravi danni e mietono anche due vittime (il professor don Beniamino Tarolli e un cameriere, Vittorio Marchiori) e diversi feriti. La completa riparazione delle strutture avviene entro il 1955. Nel frattempo, tra il 1952 e il 1958 viene costruito accanto al seminario minore (tra via Perini, via Giusti e via Endrici) un nuovo complesso architettonico che va ad ospitare il Collegio arcivescovile. 
Dal 1976 il seminario minore viene spostato nelle stesse strutture del maggiore, in corso 3 Novembre. Nello stesso anno, l'aumento degli iscritti all'unico liceo scientifico della città (il "Galileo Galilei") spinge la provincia di Trento a fondarne un secondo, il "Leonardo da Vinci", che trova posto nell'immobile lasciato libero dal seminario minore; l'intero edificio, esclusa la chiesa dell'Immacolata, diventa di proprietà comunale entro l'anno 2001.
Il seminario minore termina la sua attività a cavallo tra XX e XXI secolo: i corsi delle scuole medie cessano nel 1997, seguiti da quelli delle superiori nel 2003, sancendo la chiusura definitiva dell'istituzione.